# Simon Banza
Simon Bokoté Banza, dit Simon Banza, né le 13 août 1996 à Creil est un footballeur international congolais évoluant au poste d'attaquant au SC Braga. Né en France, il joue pour l'Équipe de république démocratique du Congo.

## En club

### Les débuts professionnels au RC Lens (de 2015 à 2016)
Né en France de parents congolais, Simon Banza est formé au RC Lens. En 2009, alors joueur à l'US Chantilly, il participe au concours d'entrée au Pôle Espoirs de Liévin, en compagnie d'Angelo Fulgini et Benjamin Pavard, où il y sera admis. Il joue son premier match avec l'équipe première du RC Lens le 24 novembre 2015, lors de la 15e journée de Ligue 2, à l'occasion de la réception des Chamois niortais, où les deux équipes se neutralisent (1-1). Il inscrit son premier but en championnat le 6 mai 2016, lors de l'avant-dernière journée à l'occasion d'un déplacement sur la pelouse du FC Bourg-Péronnas (défaite 2-1).

### Prêt à l'AS Béziers (en 2017)
En janvier 2017, après une première partie de saison où, sous les ordres d'Alain Casanova, il joue peu, il est prêté à l'AS Béziers le 7 janvier. Il joue 11 matches en National sans marquer de buts ou délivrer de passes décisives. 

### La révélation à l'UT Pétange (de 2017 à 2018)
Le 31 juillet 2017, il repart en prêt a l'UT Pétange, en 1ère division luxembourgeoise. Il y réalise alors une saison pleine, marquant 18 buts en 25 apparitions. Il finit sixième meilleur buteur en championnat avec 13 buts, dont un triplé lors de la victoire 4-1 à domicile contre Esch le 15 avril 2018.

### Le retour à Bollaert (de 2018 à 2021)
Il revient alors au RC Lens, club alors en Ligue 2 sous la direction de Philippe Montanier. En juillet, après seulement dix jours de reprise, il est victime d'une rupture des ligaments croisés à l'entrainement. Il reprend la compétition en mars et participe à la belle fin de saison des Lensois. Le 24 mai 2019, il marque le but pour arracher la prolongation, lors de la victoire 2-1 face à ESTAC Troyes en demi-finale retour des play-offs, pour la montée en Ligue 1. 
En 2019-2020, avec 7 buts en 24 matchs de Ligue 2, dont 12 en tant que titulaire, il participe à la montée du RC Lens en Ligue 1. À l'issue de la saison, il prolonge son contrat avec le RC Lens jusqu'en 2023.

### Dernier prêt au FC Familicao (de 2021 à 2022)
Le 31 août 2021, Banza rejoint FC Familicão au Portugal en prêt avec option d’achat pour la saison 2021-22. Pour ses débuts en Primeira Liga 12 jours plus tard, il marque deux buts lors d'un match nul 2-2 face à Moreirense FC; il marque ensuite de nouveau deux buts lors d'une victoire au CD Santa Clara le 23 octobre, bien qu'il ait également été expulsé. Il terminera la saison en tant que septième meilleur buteur avec 14 buts en 29 matches, dont deux lors de la dernière journée lors d'une victoire 3-2 à domicile contre les voisins du SC Braga pour assurer une place dans la première moitié de tableau. Ces débuts dans un championnat plus relevé s'avère concluants pour Simon. Malheureusement, cette confirmation n'arrive qu'à ses 25 ans.

### Le premier transfert au SC Braga (de 2022 à aujourd'hui)
Le 19 juillet 2022, Banza signe un contrat de 5 ans avec le SC Braga pour un montant d'environ 3 millions d'euros, avec une clause de rachat de 30 millions d'euros. Il fait ses débuts le 7 août lors de l'ouverture de la saison à domicile contre le Sporting CP, marquant son premier but pour le club lors d'un match nul 3-3; cinq jours plus tard, il marque deux autres buts lors d'une victoire 3-0 à son retour à Famalicão.
Lors de la saison 2023-24, il parvient à marquer 21 buts en Primeira Liga, égalant le record du meilleur buteur du club en une seule saison, Chico Gordo lors de la saison 1977-78. Cette même saison, il remporte le premier trophée de sa carrière : le 27 janvier 2024, lors de la Coupe de la Ligue portugaise 2024, Braga affronte l'Estoril Praia. Après un match nul 1-1 à la fin du temps réglementaire, Braga remporte le trophée après une séance de tirs au but 5-4.

### Prêt au Trabzonspor
Le 13 septembre 2024, Trabzonspor a signé un contrat de prêt d'un an avec Banza en provenance de Braga,.

## En sélection nationale
Banza est né en France de parents congolais. Le 2 octobre 2023, il a été appelé en équipe nationale de la RDC pour une série de matches amicaux. Il fait ses débuts 11 jours plus tard lors d'un match nul 1-1 contre la Nouvelle-Zélande à Murcie en Espagne, jouant les 11 dernières minutes en tant que remplaçant de Cédric Bakambu.
Le 27 décembre 2023, il est retenu dans la liste des vingt-quatre joueurs congolais sélectionnés par Sébastien Desabre pour disputer la Coupe d'Afrique des nations 2023. Avec son équipe, il atteint les demis-finales de la compétition, se faisant éliminer 1-0 face à la Côte d'Ivoire, équipe qui remportera la coupe le 11 février 2024.

## Statistiques
| Saison                | Club                  | Championnat           | Championnat | Championnat | Championnat | Coupe nationale | Coupe nationale | Coupe nationale | Coupe de la Ligue | Coupe de la Ligue | Coupe de la Ligue | Compétition(s) continentale(s) | Compétition(s) continentale(s) | Compétition(s) continentale(s) | Compétition(s) continentale(s) | RD Congo | RD Congo | RD Congo | Total | Total | Total |
| Saison                | Club                  | Division              | M.          | B.          | P.d.        | M.              | B.              | P.d.            | M.                | B.                | P.d.              | Comp.                          | M.                             | B.                             | P.d.                           | M.       | B.       | P.d.     | M.    | B.    | P.d.  |
| 2015-2016             | RC Lens               | Ligue 2               | 18          | 1           | 2           | -               | -               | -               | -                 | -                 | -                 | -                              | -                              | -                              | -                              | -        | -        | -        | 18    | 1     | 2     |
| 2016-2017             | RC Lens               | Ligue 2               | 1           | 0           | 0           | 2               | 1               | 0               | 2                 | 0                 | 0                 | -                              | -                              | -                              | -                              | -        | -        | -        | 5     | 1     | 0     |
| 2018-2019             | RC Lens               | Ligue 2               | 5+4         | 1+1         | 0           | -               | -               | -               | -                 | -                 | -                 | -                              | -                              | -                              | -                              | -        | -        | -        | 9     | 2     | 0     |
| 2019-2020             | RC Lens               | Ligue 2               | 24          | 7           | 4           | 1               | 0               | 0               | 3                 | 1                 | 0                 | -                              | -                              | -                              | -                              | -        | -        | -        | 28    | 8     | 4     |
| 2020-2021             | RC Lens               | Ligue 1               | 34          | 5           | 2           | 1               | 0               | 0               | -                 | -                 | -                 | -                              | -                              | -                              | -                              | -        | -        | -        | 35    | 5     | 2     |
| 2021-2022             | RC Lens               | Ligue 1               | 4           | 1           | 1           | -               | -               | -               | -                 | -                 | -                 | -                              | -                              | -                              | -                              | -        | -        | -        | 4     | 1     | 1     |
| Sous-total            | Sous-total            | Sous-total            | 90          | 16          | 7           | 4               | 1               | 0               | 5                 | 1                 | 0                 | -                              | -                              | -                              | -                              | -        | -        | -        | 99    | 18    | 7     |
| 2017-2018             | AS Béziers (prêt)     | National              | 11          | 0           | 0           | -               | -               | -               | -                 | -                 | -                 | -                              | -                              | -                              | -                              | -        | -        | -        | 11    | 0     | 0     |
| 2017-2018             | UT Pétange (prêt)     | Division Nationale    | 21          | 13          | 0           | 4               | 5               | 1               | -                 | -                 | -                 | -                              | -                              | -                              | -                              | -        | -        | -        | 25    | 18    | 1     |
| 2021-2022             | FC Famalicão (prêt)   | Primeira Liga         | 29          | 14          | 3           | 3               | 2               | 3               | 1                 | 1                 | 0                 | -                              | -                              | -                              | -                              | -        | -        | -        | 33    | 17    | 6     |
| 2022-2023             | SC Braga              | Primeira Liga         | 30          | 11          | 3           | 7               | 2               | 5               | 3                 | 1                 | 1                 | C3+C4                          | 5+2                            | 0+0                            | 0+1                            | -        | -        | -        | 47    | 14    | 10    |
| 2023-2024             | SC Braga              | Liga BetClic          | 28          | 21          | 4           | -               | -               | -               | 2                 | 0                 | 0                 | C1+C3                          | 9+2                            | 0+2                            | 1+0                            | 10       | 0        | 0        | 51    | 23    | 5     |
| 2024-2025             | SC Braga              | Liga BetClic          | 1           | 0           | 0           | -               | -               | -               | -                 | -                 | -                 | C3                             | 1                              | 0                              | 0                              | -        | -        | -        | 2     | 0     | 0     |
| Sous-total            | Sous-total            | Sous-total            | 59          | 32          | 7           | 7               | 2               | 5               | 5                 | 1                 | 1                 | -                              | 19                             | 2                              | 2                              | 10       | 0        | 0        | 100   | 37    | 15    |
| 2024-2025             | Trabzonspor (prêt)    | Süper Lig             | 31          | 19          | 4           | 6               | 3               | 1               | -                 | -                 | -                 | C3                             | -                              | -                              | -                              | 3        | 0        | 0        | 40    | 22    | 5     |
| Total sur la carrière | Total sur la carrière | Total sur la carrière | 240         | 94          | 23          | 24              | 13              | 10              | 11                | 3                 | 1                 | -                              | 19                             | 2                              | 2                              | 13       | 0        | 0        | 307   | 112   | 36    |

## Palmarès

### En club
Simon Banza est vice-champion de France de Ligue 2 en 2020 avec son club formateur du RC Lens.  
Deux ans plus tard, il quitte le club pour rejoindre le SC Braga, avec qui il est finaliste de la Coupe du Portugal en 2023. 
Prêté par Braga à Trabzonspor, il est finaliste de la Coupe de Turquie en 2025. 
| RC Lens                           | SC Braga (1)                           | Trabzonspor                           |
| --------------------------------- | -------------------------------------- | ------------------------------------- |
| - Ligue 2 - Vice-Champion : 2020. | - Coupe du Portugal - Finaliste : 2023 | - Coupe de Turquie - Finaliste : 2025 |